# Henryk Zając (1946–2004)
Henryk Zając (ur. 15 listopada 1946, zm. 28 kwietnia 2004) – polski trener koszykówki, mistrz Polski z Górnikiem Wałbrzych (1982).

## Życiorys
W 1976 poprowadził zespół Polonii Świdnica do zwycięstwa w Ogólnopolskiej Spartakiadzie Młodzieży. Jako asystent Andrzeja Kuchara miał udział w zdobyciu wicemistrzostwa Polski przez Górnika Wałbrzych w 1981. W tym samym roku został I trenerem wałbrzyskiego zespołu i w sezonie 1981/1982) sięgnął z nim po pierwsze w historii klubu mistrzostwo Polski. W sezonie 1982/1983 zdobył z Górnikiem Wałbrzych wicemistrzostwo Polski. W trakcie sezonu 1983/1984 zastąpił go (po I etapie rozgrywek) Arkadiusz Koniecki. Następnie prowadził żeński zespół Stal Brzeg Dolny, od lipca 1987 był trenerem żeńskiej drużyny ROW Rybnik. W sezonie 1989/1990 prowadził w ekstraklasie męską drużynę Stal Bobrek Bytom (zespół zajął 4. miejsce). W latach 90. XX wieku powrócił do Świdnicy, należał do założycieli Basketu Świdnica.
W plebiscycie Słowa Polskiego został trenerem roku 1982 na Dolnym Śląsku.